# الاخيراف (السياني)

تعديل مصدري - تعديل

الاخيراف محلة تابعة لقرية الدار، التابعة لعزلة النقيلين بمديرية السياني إحدى مديريات محافظة إب في الجمهورية اليمنية.، بلغ تعداد سكانها 474 حسب تعداد اليمن لعام 2004.